# The Messenger (film 1918)
The Messenger è un cortometraggio muto del 1918 diretto da Arvid E. Gillstrom con Billy West e Oliver Hardy.
Uscì nelle sale il 1º aprile 1918.